# Ashita, Haru ga Kitara
"Ashita, Haru ga Kitara" (明日、春が来たら, Ngày mai, Nếu mùa xuân đến) là một bài hát của nghệ sĩ giải trí Nhật Bản Matsu Takako trong album đầu tay của cô, Sora no Kagami (1997). Nó được phát hành vào ngày 21 tháng 3 năm 1997, thông qua BMG Japan với tư cách là đĩa đơn đầu tay của cô. Bài hát được viết bởi Sakamoto Yūji và Hinata Daisuke, trong khi Hinata sản xuất bài hát. Sau khi kết thúc bộ phim truyền hình Long Vacation, cô quyết định thử sức với ca hát theo gợi ý của một trong những đạo diễn của bộ phim.
Ca khúc được thu âm tại Santa Monica, California, và là một bài hát J-pop có nhịp độ trung bình được sáng tác ở giai điệu B thứ. Lời bài hát của nó kể lại những kỷ niệm của một cô gái trẻ về tình yêu của cô với một chàng trai trong những ngày trung học của cô. Nó đã được các nhà phê bình ca ngợi và gắn liền với sự khởi đầu của mùa xuân ở Nhật Bản, đã trở lại bảng xếp hạng phát sóng ở Nhật Bản vào khoảng thời gian đó, thậm chí nhiều năm sau khi phát hành lần đầu. Nó cũng đã được bao phủ bởi nhiều nghệ sĩ khác như Amuro Namie, Fukuyama Masaharu, Shibata Ayumi, ClariS và Hirata Hiromi. Đĩa đơn đạt vị trí thứ 8 trên bảng xếp hạng đĩa đơn Oricon và dành 20 tuần trong top 20 của bảng xếp hạng. Nó đã được chứng nhận bạch kim bởi Hiệp hội Công nghiệp Ghi âm Nhật Bản (RIAJ) cho các lô hàng vượt quá 400.000 bản. 